# Sous vide

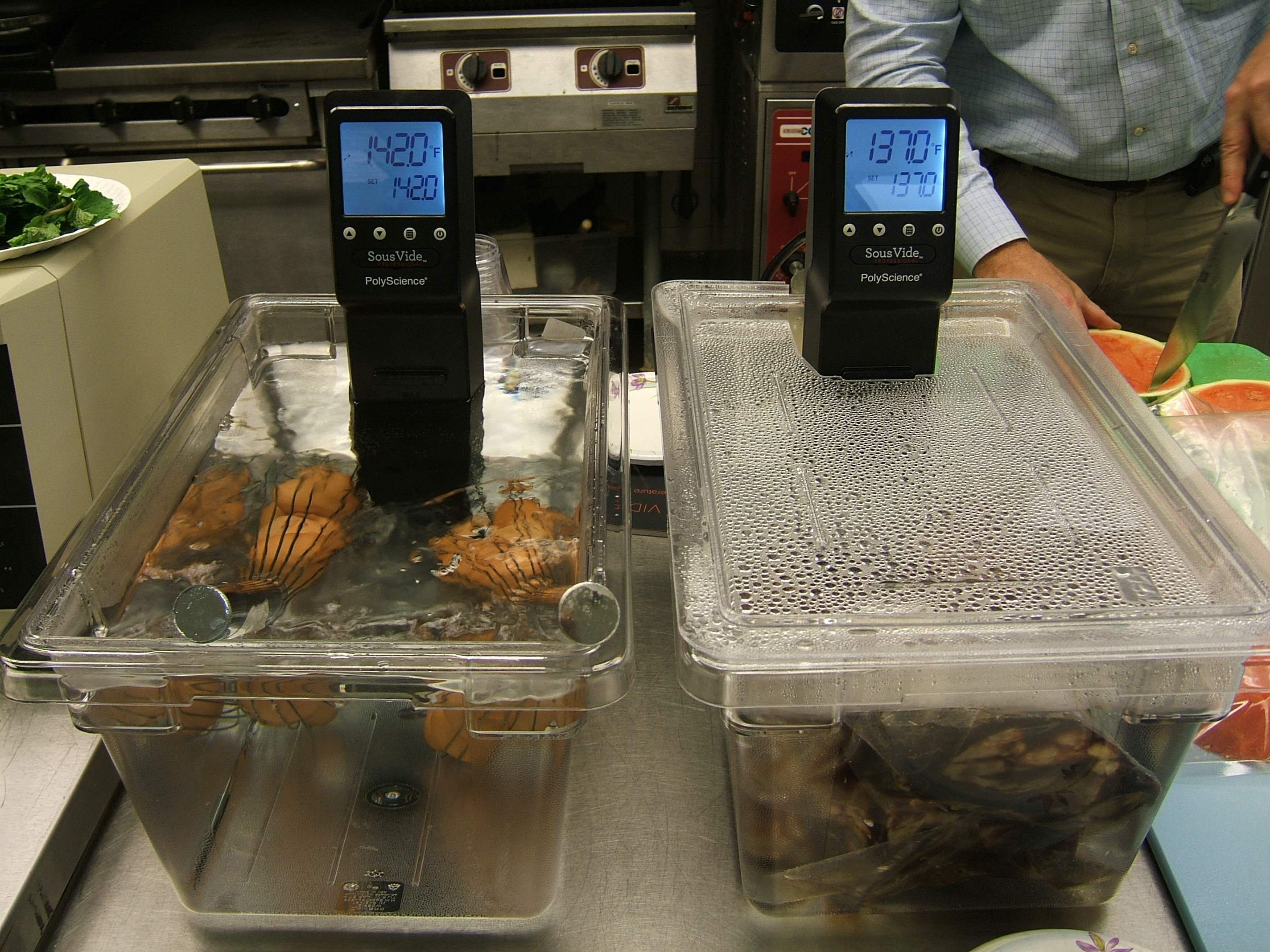
Nấu ăn sous vide

Sous vide (/suːˈviːd/; tiếng Pháp nghĩa là 'ở trong chân không'), là một phương pháp nấu nướng trong đó thực phẩm được đặt trong túi nhựa hoặc lọ thủy tinh trong môi trường chân không và nấu trong nồi cách thủy lâu hơn thời gian nấu thông thường (thường từ một đến bảy tiếng, trong một số trường hợp có thể lên đến 72 giờ hoặc hơn) ở nhiệt độ được điều chỉnh chính xác. Nhiệt độ thấp hơn nhiều so với nhiệt độ thường được sử dụng để nấu ăn, thường khoảng 55 đến 60 °C (130 đến 140 °F) đối với thịt, cao hơn đối với rau. Mục đích là để làm chín món ăn đều, đảm bảo rằng bên trong được nấu chín đúng cách mà không làm chín bên ngoài và giữ được độ ẩm.

## Lịch sử
Chế độ nấu Sous vide có đặc điểm là nấu ở nhiệt độ thấp, thời gian nấu lâu hơn so với nấu thông thường, hộp đựng (chẳng hạn như túi nhựa) ngăn cách thực phẩm với môi trường làm nóng của nó và vỏ bọc điều áp sử dụng chân không hoàn toàn hoặc một phần.
Nấu ăn ở nhiệt độ thấp lần đầu tiên được mô tả bởi Benjamin Thompson, Bá tước Rumford vào năm 1799. Ông đã sử dụng không khí làm phương tiện truyền nhiệt trong các thí nghiệm của mình trong khi cố gắng xem liệu ông có thể nướng thịt trong một chiếc máy mà ông đã tạo ra để làm khô khoai tây hay không. Theo cách nói của Thompson, loại thịt này: "Không chỉ đơn thuần là ăn được, mà còn được chế biến hoàn hảo, và có vị ngon nhất."
Chế biến thực phẩm dưới áp suất, có hoặc không có nhiệt, được các kỹ sư Mỹ và Pháp phát triển vào giữa những năm 1960 như một phương pháp bảo quản thực phẩm công nghiệp. Như với Rumford, các nhà nghiên cứu đã biết được rằng thực phẩm cho thấy những cải thiện đặc biệt về hương vị và kết cấu. Áp suất đặc biệt tập trung hương vị của trái cây, ngay cả khi không nấu chín.
Phương pháp này được Georges Pralus, một đầu bếp người Pháp, áp dụng vào năm 1974 cho Nhà hàng Troisgros (của Pierre và Michel Troisgros) ở Roanne, Pháp. Ông phát hiện ra rằng khi nấu gan ngỗng theo cách này, nó vẫn giữ được hình dáng ban đầu, không bị mất lượng chất béo dư thừa và có kết cấu đẹp hơn.  Một nhà tiên phong khác trong lĩnh vực sous vide là Bruno Goussault, nhà khoa học chính của Sterling, nhà sản xuất thực phẩm có trụ sở tại Virginia, Cuisine Solutions, người đã nghiên cứu sâu hơn về tác động của nhiệt độ đối với các loại thực phẩm khác nhau và nổi tiếng với việc đào tạo các đầu bếp hàng đầu về phương pháp này. Ông đã phát triển các thông số về thời gian nấu và nhiệt độ cho các loại thực phẩm khác nhau.  Goussault và Pralus đã độc lập làm việc để phát triển sous vide vào những năm 1970 và cuối cùng trở thành cộng tác viên. Chính Goussault là người đi tiên phong trong việc kết hợp giữa hút chân không chân không với nấu ăn ở nhiệt độ thấp. Pralus, được coi là cha đẻ của sous vide hiện đại, được nấu ở nhiệt độ cao hơn.

## Các tính năng cần thiết
Hút chân không thực phẩm trong túi nhựa chắc chắn sẽ giữ lại nước cốt và hương thơm mà nếu không sẽ bị mất trong quá trình này.
Đặt thực phẩm trong nồi cách thủy, với nhiệt độ được đặt ở nhiệt độ nấu cuối cùng mong muốn của thực phẩm, sẽ ngăn ngừa tình trạng chín quá vì thực phẩm không thể nóng hơn so với số nước ngâm như ở bain-marie. Trong truyền thống cao nhiệt nấu ăn, chẳng hạn như lò quay hoặc nướng, thức ăn được tiếp xúc với mức nhiệt cao hơn nhiều so với nhiệt độ nấu ăn nội mong muốn, và nó phải được gỡ bỏ từ nhiệt độ cao trước khi đạt nhiệt độ nấu mong muốn. Nếu thực phẩm được lấy ra khỏi nhiệt quá muộn, nó sẽ trở nên quá chín, và nếu nó được lấy ra quá sớm, nó sẽ chưa chín. Kết quả của việc kiểm soát nhiệt độ chính xác của bể và thực tế là nhiệt độ của bể giống với nhiệt độ nấu mục tiêu, có thể đạt được việc kiểm soát nấu rất chính xác.  Ngoài ra, nhiệt độ, và do đó khi nấu, có thể rất đều khắp thực phẩm trong quá trình nấu bằng máy, ngay cả với những món có hình dạng bất thường và rất dày, nếu có đủ thời gian.
Việc sử dụng nhiệt độ thấp hơn nhiều so với cách nấu thông thường là một đặc điểm thiết yếu không kém của sous vide, dẫn đến độ mọng nước cao hơn nhiều ở nhiệt độ thấp hơn, vì thành tế bào trong thực phẩm có nguồn gốc thực vật không bị vỡ ra.  Trong trường hợp nấu thịt, collagen dai trong mô liên kết có thể bị thủy phân thành gelatin, mà không làm nóng protein của thịt đủ cao để chúng biến tính ở mức độ khiến kết cấu trở nên dai hơn và hơi ẩm thoát ra khỏi thịt. Ngược lại, với việc nấu rau, nơi mà độ mềm hoặc quá mềm được coi là quá chín không thể tránh khỏi, khả năng của kỹ thuật sous vide là nấu rau ở nhiệt độ thấp hơn điểm sôi của nước cho phép rau được nấu chín kỹ (và thanh trùng, nếu cần thiết) trong khi vẫn giữ được kết cấu chắc hoặc hơi giòn. Trong khi các thành tế bào nói chung sẽ không vỡ ra, quá trình khử trùng hợp của polysaccharid pectin kết nối các tế bào thực vật với nhau và quá trình hồ hóa tinh bột có thể đạt được mà không cần nấu quá chín.
Từ quan điểm ẩm thực, việc loại bỏ khí khí là thứ yếu, nhưng điều này có tầm quan trọng thực tế. Nó cho phép thực phẩm đã nấu chín được bảo quản, vẫn hút chân không và trong tủ lạnh, trong thời gian đáng kể, điều này đặc biệt hữu ích cho ngành công nghiệp thực phẩm và nó loại trừ oxy từ thực phẩm cần nấu lâu và dễ bị oxy hóa, chẳng hạn như mỡ trên thịt, có thể trở nên ôi thiu khi tiếp xúc lâu với không khí.  Nó cũng cải thiện sự truyền nhiệt giữa nồi cách thủy và thực phẩm mà không có đặc tính cách nhiệt của không khí bị kẹt trong túi.
Ngoài việc đảm bảo nấu ăn đồng đều, nấu ăn sous vide tạo điều kiện phát triển các hương vị cảm quan mong muốn và hạn chế hương vị do quá trình oxy hóa.

## Nhiệt độ
Mức độ chính xác và ổn định của nhiệt độ nấu cần thay đổi tùy theo thực phẩm được nấu. Trong một số trường hợp, nó không quan trọng. A 15 milimét (0,59 in)   miếng cá dày sẽ nấu trong 17 đến 18 phút ở bất kỳ nhiệt độ nào từ 44 °C (111 °F) đến 61 °C (142 °F).  Thức ăn như vậy có thể được nấu trong nồi nấu chậm đã tắt có chứa nước nóng và nhiệt kế. Nhưng đối với một quả trứng có các protein biến tính ở các nhiệt độ khác nhau, việc duy trì nhiệt độ ổn định, chính xác là điều quan trọng hơn cả.  Lòng đỏ trứng thường được nấu chín ở 63 °C (145 °F), đủ nóng để nấu lòng trắng mà không làm đông kết lòng đỏ. Thông thường, nhiệt độ của bồn tắm được đặt thành 64 °C, nghĩa là nhiệt độ nấu thực tế là 63 °C.
Thời gian không nấu sous vide được xác định bằng thời điểm trung tâm của món đã nấu đạt thấp hơn vài độ so với nhiệt độ đã định. Sau đó, nên ngừng đun ngay. Trong khi thức ăn nghỉ, nhiệt dư sẽ tiếp tục làm chín thức ăn trong một thời gian. Nếu tiếp tục đun, thức ăn sẽ bị chín quá. Quá trình nấu nướng tiếp tục cho đến khi tâm thức ăn đạt đến nhiệt độ mục tiêu. Nếu tiếp tục sau đó, thức ăn sẽ không bị quá chín và sẽ không bị nấu thêm sau khi ngừng đun. Thời gian để tâm của thực phẩm đạt đến nhiệt độ mục tiêu phụ thuộc vào nhiệt độ ban đầu, độ dày và hình dạng của thực phẩm và nhiệt độ của bể ngâm.
Một hạn chế của việc nấu sous vide là thực tế là quá trình hóa nâu (phản ứng Maillard) xảy ra ở nhiệt độ trên nhiệt độ sôi của nước. Hương vị và kết cấu 'lớp vỏ' được phát triển bằng cách làm nâu thường được xem là rất hấp dẫn khi nấu một số loại thịt, chẳng hạn như bít tết. Không thể có được hương vị và kết cấu bằng cách làm nâu chỉ với kỹ thuật sous vide. Trong nhiều trường hợp, các đầu bếp sẽ thịt nâu và các loại thực phẩm khác trước khi đặt chúng trong bồn tắm nước hoặc sau khi nấu ăn vide sous, sử dụng các kỹ thuật như nướng hoặc héo úa trên một chảo cực kỳ nóng. Quá trình làm nâu thứ cấp này được thực hiện trong thời gian ngắn, và đôi khi ở nhiệt cao hơn thường được sử dụng, để chỉ ảnh hưởng đến bề mặt của thực phẩm và tránh làm chín quá bên trong.  Tương tự, da của cá có thể được nấu ở nhiệt độ cao sau khi ngâm nước để làm cho da giòn.

## Sự an toàn
An toàn thực phẩm là một hàm của cả thời gian và nhiệt độ; nhiệt độ thường được coi là không đủ để đảm bảo an toàn thực phẩm có thể hoàn toàn an toàn nếu được duy trì đủ lâu. Ví dụ, một số công thức nấu cá sous vide được nấu dưới 55 °C (131 °F). Những người bị suy giảm khả năng miễn dịch không bao giờ được ăn thực phẩm chưa được thanh trùng đúng cách. Phụ nữ ăn thức ăn nấu sous vide khi mang thai khiến bản thân và thai nhi gặp rủi ro và do đó có thể chọn tránh các công thức nấu ăn chưa tiệt trùng.
Vi khuẩn clostridium botulinum có thể phát triển trong thực phẩm khi thiếu oxy và tạo ra độc tố botulinum chết người, vì vậy việc nấu sous vide phải được thực hiện trong điều kiện được kiểm soát cẩn thận để tránh ngộ độc thịt.  Nói chung, thực phẩm được làm nóng và phục vụ trong vòng bốn giờ được coi là an toàn, nhưng thịt được nấu lâu hơn để mềm phải đạt nhiệt độ ít nhất là 55 °C (131 °F)     trong vòng bốn giờ và sau đó được giữ ở đó đủ thời gian, để thanh trùng thịt.
Quá trình thanh trùng giết chết vi khuẩn ngộ độc thịt, nhưng khả năng các bào tử bệnh ngộ độc cứng sống sót và tái hoạt động sau khi nguội vẫn là một mối lo ngại như với nhiều loại thực phẩm được bảo quản, dù đã qua chế biến. Vì lý do đó, chuyên luận của Baldwin chỉ rõ các yêu cầu làm lạnh chính xác đối với "cook-chill", để các bào tử gây bệnh ngộ độc không có cơ hội phát triển hoặc nhân giống. Sau đó, thực phẩm thanh trùng có thể được bảo quản đến hai tuần ở khoảng 3 °C (37 °F) hút chân không trong gói chân không.

### Chất gây rối loạn nội tiết
Hầu hết các loại nhựa đều giải phóng các hóa chất estrogen hoạt động như chất gây rối loạn nội tiết khi đun nóng. Mức độ nguy hiểm gây ra còn nhiều tranh cãi, với một số nguồn ủng hộ việc tránh nấu ăn bằng nhựa, trong khi những người khác nói rằng túi nhựa "hoàn toàn an toàn".

## Sử dụng

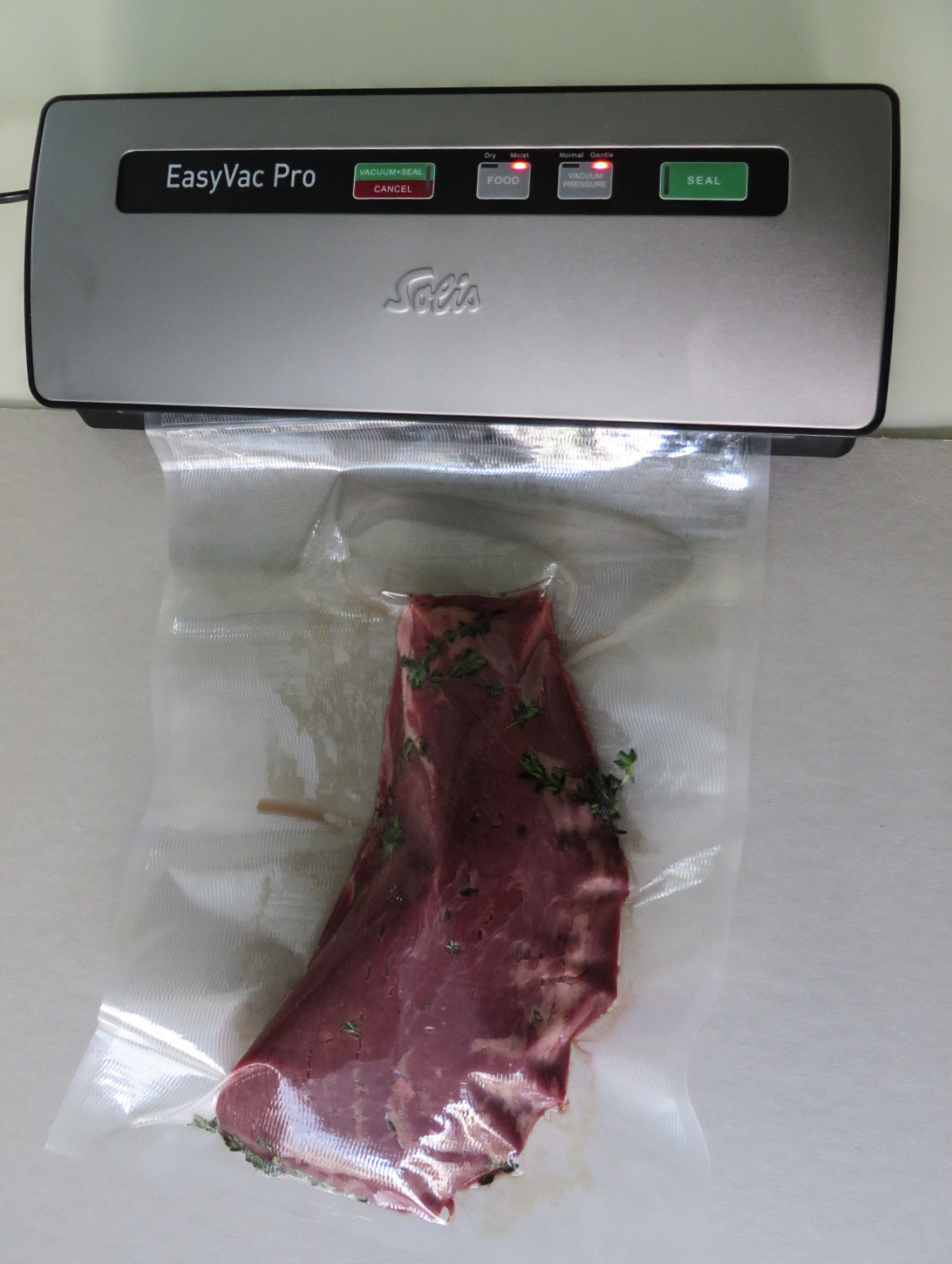
Thiết bị đóng gói / hút chân không nhỏ gọn

Phương pháp sous vide được sử dụng trong nhiều nhà hàng cao cấp dành cho người sành ăn bởi các đầu bếp như Heston Blumenthal,  Paul Bocuse, Michael Carlson,  Thomas Keller, Grant Achatz, Ferran Adrià, Joël Robuchon, Philippe Rochat, Alessandro Stratta, Charlie Trotter, Michael Mina và Joan Roca. Amtrak cũng sử dụng phương pháp này cho các bữa ăn được phục vụ trên tàu của họ, bao gồm cả tàu Acela Express.
Sous vide đã trở nên phổ biến trên các chương trình truyền hình về nấu ăn như Iron Chef America và Top Chef, và thậm chí trong các nhà hàng như Panera. Nó cũng đã được sử dụng để nhanh chóng sản xuất số lượng lớn bữa ăn cho những người di tản bão.  Các đầu bếp không chuyên nghiệp cũng bắt đầu sử dụng chế độ nấu ăn sous vide.
Ban đầu, những người đam mê sử dụng bộ tuần hoàn ngâm nhiệt cấp trong phòng thí nghiệm, thường được mua đã qua sử dụng trên eBay, yêu cầu vệ sinh rất cẩn thận và thậm chí sau đó không được khuyến khích sử dụng trong nhà bếp.   Bắt đầu từ năm 2008, Auber Instruments and Fresh Meals Solutions đã cung cấp các bộ điều khiển PID tương đối rẻ tiền nhưng có độ chính xác cao với đầu dò cặp nhiệt kèm theo có thể được sử dụng để điều khiển nồi cơm điện thương mại, nồi nấu chậm, nồi điện và các thiết bị tương tự. Vào cuối năm 2009, một số máy dành cho mục đích sử dụng trong gia đình và rẻ hơn thiết bị tiêu chuẩn trong phòng thí nghiệm đã được bán.
Có thể sao chép một số tác dụng của kỹ thuật sous vide thông qua việc sử dụng một thùng làm lạnh bia chứa đầy nước ấm, được kiểm tra bằng nhiệt kế chính xác và các túi có thể đóng lại đã loại bỏ không khí để gói thực phẩm để nấu. Tuy nhiên, sự mất nhiệt liên quan đến kỹ thuật này làm cho nó không khả thi khi nấu nướng trong thời gian dài (hơn bốn giờ).
Sous vide, tiếng Pháp có nghĩa là "hút chân không", ngụ ý rằng thực phẩm nên được gói kín trong một túi nhựa và hút hết không khí. Một phương pháp thay thế là đặt thực phẩm vào một túi nhựa có mặt thoáng và đặt túi ngập một phần trong nước, đẩy hết không khí ra ngoài. Phương pháp này bao gồm việc cắt mặt mở của túi vào thành chậu để giữ nước không bị rò rỉ vào lỗ. Mục đích là để thực phẩm tiếp xúc hoàn toàn với nước nóng để đảm bảo nấu chín đều đồng thời giảm bớt mùi vị do quá trình oxy hóa.     
Các đơn vị chi phí thấp hơn hiện có sẵn ở dạng thanh có kẹp để gắn vào thành của nồi nấu. Thiết bị Sous vide cung cấp một bộ phận làm nóng, bộ điều khiển và cánh quạt cơ giới, với các đơn vị chi phí cao hơn cung cấp mức độ kiểm soát nhiệt độ nước cao hơn. Các thiết bị đang trở nên thân thiện hơn với người dùng, với các ứng dụng được liên kết với hầu hết các thiết bị, bao gồm các thương hiệu như Nomiku, Anova Culinary và Joule. Các ứng dụng hướng dẫn mọi người trong quá trình nấu ăn, với một số thiết bị có tích hợp điều khiển bằng giọng nói và giao diện Wi-Fi để điều khiển thiết bị từ xa.